# Brixia apicemaculata
Brixia apicemaculata är en insektsart som beskrevs av Synave 1956. Brixia apicemaculata ingår i släktet Brixia och familjen kilstritar. Inga underarter finns listade i Catalogue of Life.